# نیروگاه شمس سرخس
نیروگاه شمس سرخس (استان خراسان رضوی، در منطقه ویژه اقتصادی سرخس در نزدیکی پالایشگاه گاز سرخس)، این نیروگاه از نوع سیکل ترکیبی با ظرفیت تولید ۴۸۴ مگاوات در قالب طرح B.O.O (ساخت، بهره‌برداری، مالکیت) در زمینی به مساحت ۴۰ هکتار احداث خواهد شد. اکنون در بخشی از زمین این نیروگاه، نیروگاهی باظرفیت اسمی ۷۵ مگاوات شامل سه واحد گازی ۲۵ مگاواتی از نوع AEG و ALSTOM ساخته شده و در حال بهره‌برداری است که دو واحد اول از نوع AEG طی سال ۱۳۹۲ و سومین واحد از نوع ALSTOM در اوائل سال ۱۳۹۶ به بهره‌برداری رسیده‌است.
سوخت اصلی این نیروگاه گاز طبیعی و سوخت پشتیبان نفت گاز (گازوئیل) است.
سطح ولتاژ پست برق نیروگاه ۱۳۲ کیلوولت است.
میزان سرمایه‌گذاری در فاز اول این نیروگاه حدود ۷۵۰ میلیارد ریال بوده‌است.